# Förvaltarskapsrådets sal

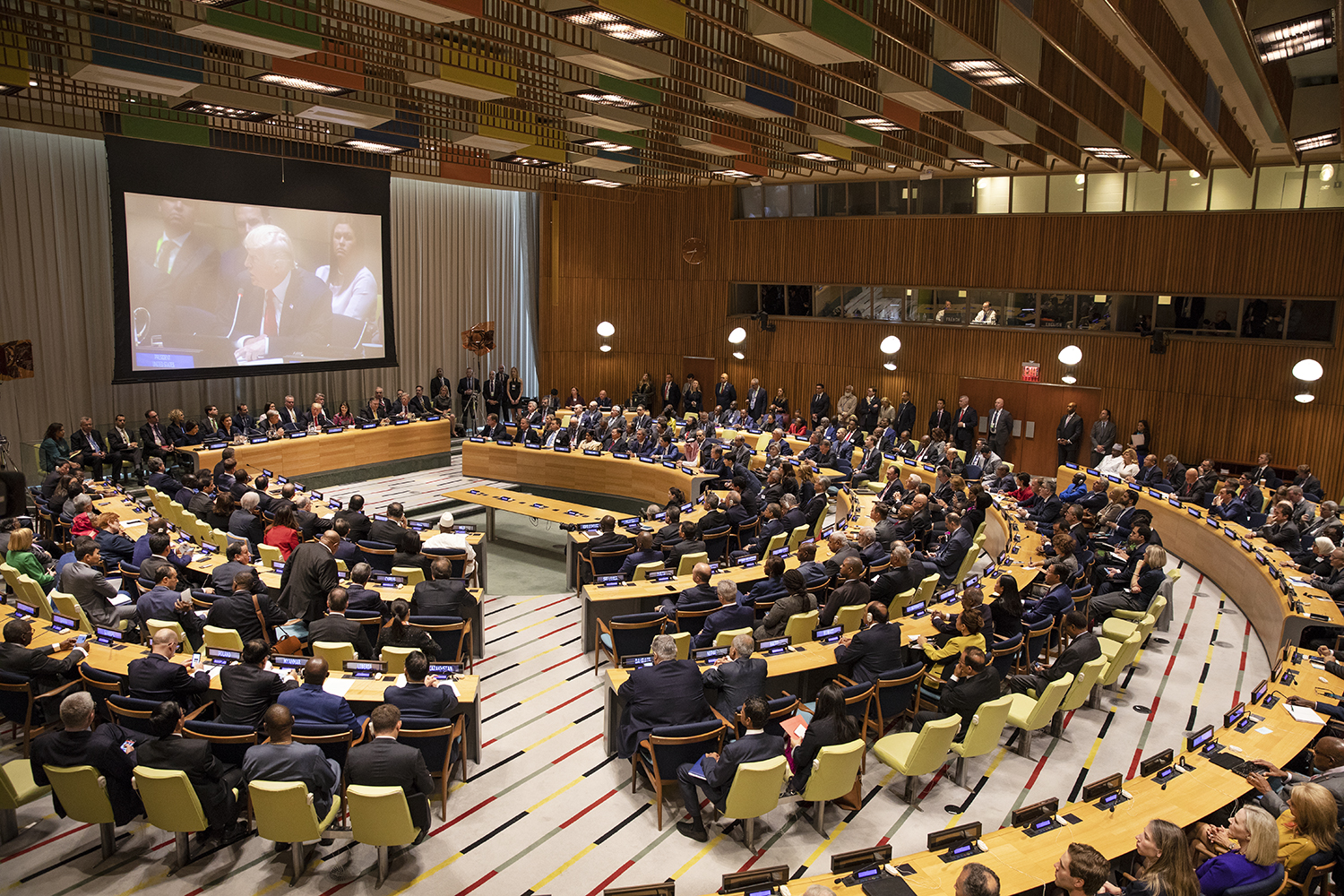
Förvaltarskapsrådets sal i Förenta nationernas högkvarter i New York.

Förvaltarskapsrådets sal är en möteslokal i Förenta nationernas högkvarter i New York som har utformats av den danske
möbelformgivaren och arkitekten Finn Juhl åt FN:s förvaltarskapsråd. 
Salen, som inreddes 1951–1952, var en gåva från Danmark till FN och Finn Juhl ritade och färgsatte både salen och inredningen med allt från belysning till möbler och mattor. Den används inte längre av förvaltarskapsrådet, men är en av de mest använda möteslokalerna och besöks av mer än 400 000 turister varje år. 
Två ombyggnader hade ändrat lokalens utseende så 2010 lät danska staten renovera den med bidrag från Realdania och återställa inredningen enligt Finn Juels intentioner. Nya bord och stolar skapades av Kasper Salto och Thomas Sigsgaard och 250 Finn Juhl-stolar av typen FJ51 nytillverkades vid en fabrik i Japan.
Den renoverade lokalen invigdes den 25 april 2013 i närvaro av kronprinsessan Mary av Danmark.